# Тарту (волость, 1991)
Та́рту (ест. Tartu vald) — волость в Естонії, одиниця самоврядування в повіті Тартумаа з 16 травня 1991 по 25 жовтня 2017 року.

## Географічні дані
Площа волості — 298,7 км2, чисельність населення на 1 січня 2017 року становила 7194 особи.

## Населені пункти
Адміністративний центр — селище Кирвекюла.
На території волості розташовувалися:
5 селищ (alevik): Вагі (Vahi), Вазула (Vasula), Ексі (Äksi), Кирвекюла (Kõrveküla), Лягте (Lähte);
38 сіл (küla): 
Аовере (Aovere), Арупяе (Arupää), Веду (Vedu), Веснері (Vesneri), Вийбла (Võibla), Війдіке (Viidike), Вілуссааре (Vilussaare), Вяеґвере (Väägvere), Гаава (Haava), Ерала (Erala), Иві (Õvi), Іґавере (Igavere), Йиуза (Jõusa), Кастлі (Kastli), Кіківере (Kikivere), Кобрату (Kobratu), Кукулінна (Kukulinna), Кюкітая (Kükitaja), Кяркна (Kärkna), Ламміку (Lammiku), Ломбі (Lombi), Марамаа (Maramaa), Метсанука (Metsanuka), Мєллатсі (Möllatsi), Ниела (Nõela), Ніґула (Nigula), Пугталейва (Puhtaleiva), Пупаствере (Pupastvere), Саадьярве (Saadjärve), Салу (Salu), Соекюла (Soeküla), Сойтсьярве (Soitsjärve), Соотаґа (Sootaga), Соямаа (Sojamaa), Таабрі (Taabri), Таммісту (Tammistu), Тіла (Tila), Тооламаа (Toolamaa).

## Історія
16 травня 1991 року Тартуська сільська рада перетворена у волость зі статусом самоврядування.
22 червня 2017 року Уряд Естонії постановою № 104 затвердив утворення нової адміністративної одиниці шляхом об'єднання територій волостей зі складу повіту Тартумаа: Лаева, Пійріссааре і Тарту, та волості Табівере, що належала повіту Йиґевамаа. Новий муніципалітет отримав назву волость Тарту. Зміни в адміністративно-територіальному устрої, відповідно до постанови, мали набрати чинності з дня оголошення результатів виборів до волосної ради нового самоврядування.
15 жовтня 2017 року в Естонії відбулися вибори в органи місцевої влади. Утворення волості Тарту набуло чинності 25 жовтня 2017 року.